# خیابان شریعتی (تبریز)
خیابان شریعتی یا خیابان شهناز (نام پیشین) نام خیابانی در تبریز است که از روی نام کوچک شهناز پهلوی نخستین فرزند محمدرضا پهلوی نامگذاری شده بود که یکی از قدیمی‌ترین خیابان‌های شهر تبریز است و در مسیری از شمال به جنوب با خیابان‌های بازار، امام خمینی، هفده شهریور (بیست و پنج شهریور پیشین) و آزادی (کمربندی) تقاطع دارد. پر رفت‌ و آمدترین بخش آن بخش شمالی آن در چهارراه شهناز است که بیشتر سینماهای شهر تبریز را در بر می‌گیرد. 

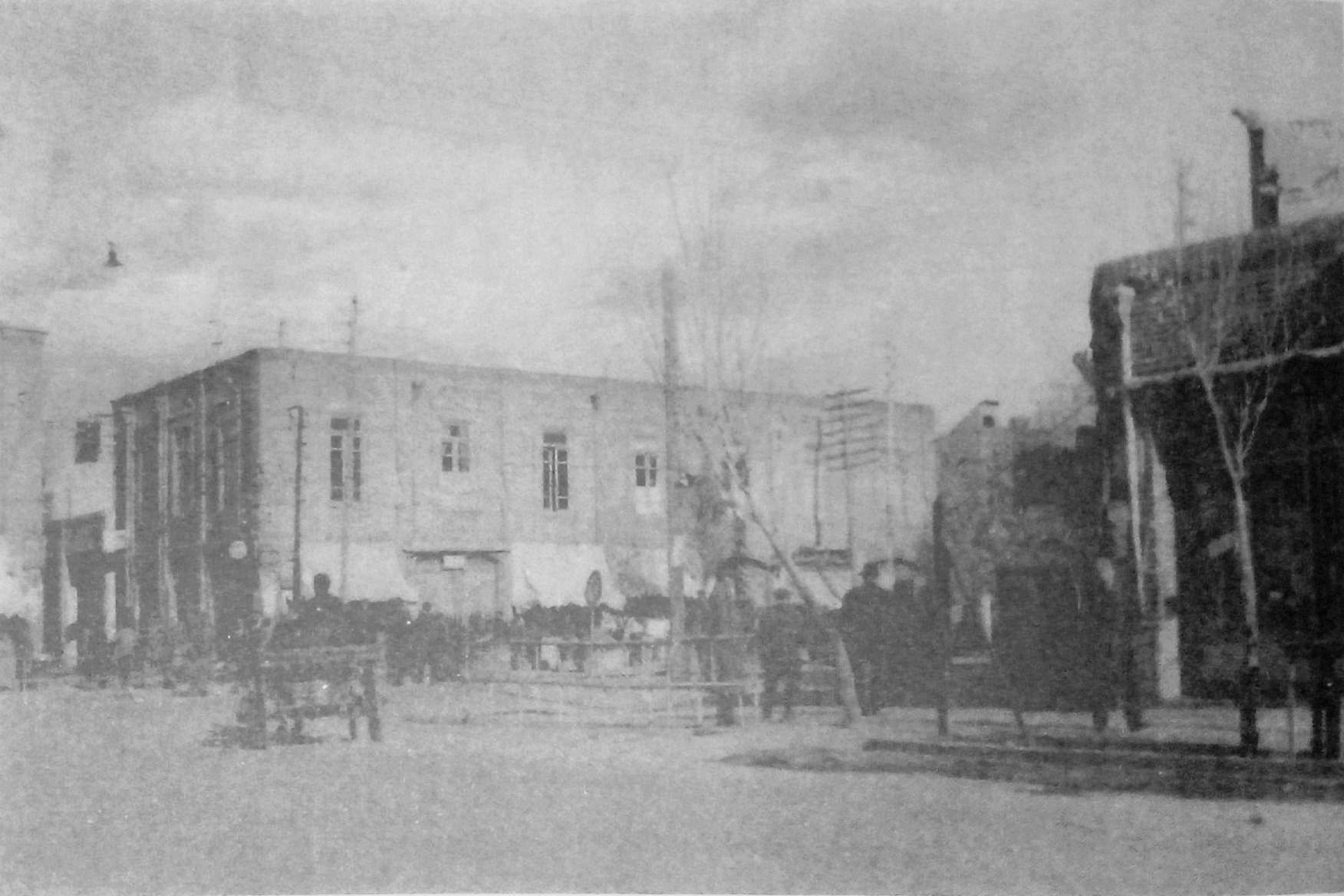
تصویری قدیمی از چهارراه شهناز.

از اماکن عمومی و مراکز اداری و مدارس مهم موجود در این خیابان می‌توان از جاهای زیر نام برد:
- دبیرستان فردوسی (تأسیس در سال ۱۲۹۵خورشیدی)
- دبیرستان توحید (دبیرستان پروین پیشین)
- دبستان شهید توانا (نمونه پروین پیشین)
- دبستان نور
- اداره آموزش و پرورش ناحیه یک تبریز
- مدرسه تومانیان (اسدی)
- باشگاه ورزشی آرارات تبریز
- خلیفه‌گری ارامنه آذربایجان
- کلیسای انجیلی
- کلیسای مریم مقدس
- کلیسای آدونتیست
- کلیسای عذرای توانا
- پاساژ ارک
- پاساژ ضرغامی
- پاساژ والمان
- تالار زمرد (کنسولگری سابق آمریکا)
- دانشکده پرستاری و مامایی (بیمارستان آمریکایی‌های سابق)

علیرغم گذشت سالیان سال از وقوع انقلاب ۱۳۵۷ به رغم تغییر نام خیابان شهناز به شریعتی، شهروندان تبریزی این خیابان قدیمی را همچنان شهناز می‌نامند، در سالیان دهه هفتاد خورشیدی از سوی سازمان شهرداری تبریز سالن سینما کریستال تبریز واقع در ابتدای خیابان شریعتی (شهناز) تخریب و کاربری سینمای دیرینه کریستال به مرکز تجاری - خدماتی تغییر یافت.
در کوچه‌های خیابان شهناز تبریز ساختمان‌ها و بناهای دیرپای بسیاری واقع شده‌اند که یکی از قدیمی‌ترین و زیباترین بناهای به هم پیوسته در کوچهٔ مغازه‌های سنگی شهناز (داش ماغازالار) بنا شده است، به گونه‌ای که در دو سوی این گذر دیرپا بناهای بسیار قدیمی واقع شده و نمایه اندرونی و بیرونی ساختمان‌ها با سنگ‌های زینتی پوشانده شده‌اند، دیرینگی عمارت مغازه‌های سنگی مربوط به زمان قاجار است.
دیگر گذر تاریخی پیوسته به خیابان شهناز محله و کوچه تاریخی بارون آواک است، محله بارون آواک از دیرباز تا امروز محل سکونت شهروندان تبریزی مسیحی شامل آشوریان و ارمنی‌ها بوده است، در امتداد محله قدیمی بارون آواک کوچه والمان واقع شده و در محدوده کوچه والمان نیز شماره فراوانی از خانه‌ها و ابنیه‌ قدیمی قرار دارند اما از سویی به دلیل پهن‌تر کردن کوچه‌های قدیمی پیوسته به خیابان شهناز در واپسین سال‌های دهه هشتاد خورشیدی بسیاری از ساختمان‌های قدیمی بارون آواک و والمان زدوده و نابود شدند و از سوی دیگر در پی مسیرگشایی در کوچه بارون آواک تعداد زیادی از باغ‌های وسیع و خانه‌های مسکونی قدمتدار به همراه دیگر ساختمان‌های تاریخی از میان برداشته شدند ولی هم‌اکنون بنای بسیار قدیمی یک سنگک پزی سنتی در محله بارون آواک همچنان پابرجا مانده است، هرچند که به دلیل اجرای نقشه‌های سازمان شهرداری تبریز مقرر شده است که به زودی بنای دیرپای این نانوایی که ساخت آن مربوط به عهد قاجار است نیز نابود شود.
یکی دیگر از ویژگی‌های خیابان شریعتی (شهناز) تبریز تنوع فروشگاه‌های کفش و کیف و پوشاک و گستردگی صنوف فروش کالا و خدمات است، به گونه ای که همه روزه تعداد بی‌شماری از شهروندان و مسافران و گردشگران از این خیابان زیبا و قدیمی بازدید می‌کنند و به نوعی امروزه خیابان شریعتی (شهناز) به عنوان یکی از کانون‌های خرید واقع در بافت قدیم کلانشهر تبریز شناخته می‌شود.
```
نام محلی خیابان شریعتی در تبریز شهناز است و چندین سال است همه آن را با این نام می‌شناسند و صدا میزنند.

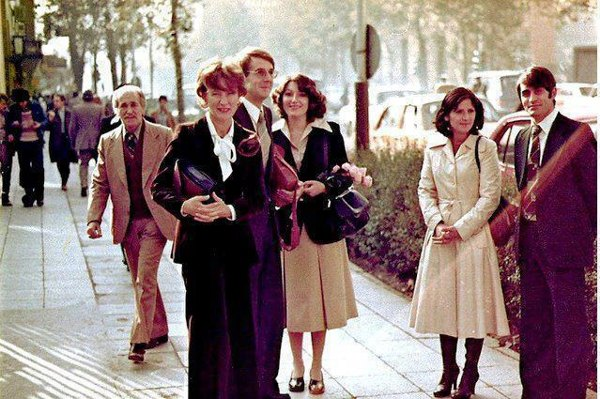
نمایی از خیابان شهناز تبریز در سال ۱۳۵۶ خورشیدی.

```